# Lumen (site web)
Pour les articles homonymes, voir Lumen.
 (février 2024).

Lumen (auparavant Chilling Effects) est une archive collaborative créée par Wendy Seltzer et cofondée avec plusieurs écoles cliniques de droit ainsi que l'Electronic Frontier Foundation pour protéger l'activité en ligne légitime contre les menaces d'actions juridiques. Les webmasters destinataires d'avis de cessation et d'abandon (Cease-and-desist ou mises en demeure en droit français) peuvent soumettre ceux-ci au site Lumen Database et recevoir des informations sur leurs droits et obligations.

## Création
L'archive a été fondée en 2001 par des militants sur Internet qui craignaient que la pratique (privée et non réglementée) d'envoi de lettres de mise en demeure ait un « effet paralysant » (chilling effect (en)) peu étudié, mais potentiellement important, sur la liberté d'expression[réf. nécessaire].
L'archive a reçu un coup de pouce lorsque Google a commencé en 2002 à envoyer au site les demandes de suppression qu'elle recevait, après que l'Église de scientologie a essayé de forcer Google à supprimer des liens redirigeant vers des sites web anti-scientologie ("l'Opération Clambake" en avril 2002).
L'incident a incité les utilisateurs et les groupes vocaux à se plaindre à Google, et les liens vers les sites touchés par l'opération Clambake ont été restaurés. Google a ensuite commencé à apporter ses avis à Chilling Effects, archivant les plaintes de la Scientologie, ainsi que les liens vers les archives.
À partir de 2002, des chercheurs ont utilisé le centre d'étude de l'utilisation des lettres de mise en demeure, surtout de la Digital Millennium Copyright Act (DMCA) 512 retrait des avis denon-DMCA questions de droit d'auteur, et de demandes de marque,.

## Réception
Les titulaires de droits d'auteur se sont plaints que par la republication des Urls d'un contenu illicite après ces dernières ont été supprimés des moteurs de recherche, la base de données a corrompu l'intention de la DMCA et est « le plus grand dépôt d'Urls d'hébergement de contenu illicite sur internet. » Le représentant de la Copyright Alliance a décrit le projet comme « répugnant ». Les critiques, à leur tour, ont été marqués par certains comme des « défenseurs de la censure ». Les supporters du site l'ont au contraire félicité pour être un grand partisan de la transparence concernant les mises en demeure.

## Membres
- Berkman Center for Internet and Society, École de Droit de Harvard
- L'Electronic Frontier Foundation
- George Washington University Law School
- Samuelson Droit, de la Technologie et de la Politique Publique de la Clinique, Boalt Hall
- L'Université de Santa Clara à l'École de Droit de la Haute Technologie de l'Institut de Droit
- Stanford Center for Internet and Society, École de Droit de Stanford
- L'Université du Maine : faculté de Droit
- IIP Projet de Justice de l'Université de San Francisco à l'École de Droit